# Betina Gotzen-Beek
Betina Gotzen-Beek (* 1965 in Mönchengladbach) ist eine deutsche Illustratorin.

## Leben
Nachdem sie von 1994 bis 1998 Malerei und Grafik-Design studiert hat, ist sie seit 1996 als Kinderbuch-Illustratorin bei zahlreichen Verlagen tätig. Sie versieht zum Beispiel Serien wie Teufelskicker, No Jungs, Bildermaus und Lesespatz mit Bildern.
Seit 1986 lebt sie mit ihrem Mann in Freiburg im Breisgau.

## Werke

### Bilderbücher
Lea Wirbelwind von Christine Merz
- Ein Schwein für Lea: Kuscheltiergeschichten für die Kleinen. Kerle Verlag, 1998. ISBN 978-3-451-70248-8
- Lea und Marie. Kerle Verlag, 2000. ISBN 978-3-451-70291-4
- Lea bekommt ein Geschwisterchen. Geschwistergeschichten. Kerle Verlag, 2001. ISBN 978-3-451-70408-6
- Lea Wirbelwind: Purzelbaumgeschichten für die Kleinen. Kerle Verlag, 2000. ISBN 978-3-451-70200-6
- Lea Wirbelwind und der Streit im Kindergarten. Kerle Verlag, 2003. ISBN 978-3-451-70526-7
- Lea räumt auf oder auch nicht. Kerle Verlag, 2004. ISBN 978-3-451-70585-4
- Lea Wirbelwind im Kindergarten. Kerle Verlag, 2005. ISBN 978-3-451-70630-1
- Lea Wirbelwind auf dem Bauernhof. Kerle Verlag, 2005. ISBN 978-3-451-70654-7
- Lea Wirbelwind fürchtet sich nicht – oder doch?, Kerle Verlag, 2006. ISBN 978-3-451-70725-4
- Lea Wirbelwind will einen engelschönen Geburtstag – unbedingt!. Kerle Verlag, 2007. ISBN 978-3-451-70790-2
- Das neue große Buch von Lea Wirbelwind: 5-Minuten-Geschichten zum Vorlesen. Kerle Verlag, 2007. ISBN 978-3-451-70799-5
- Lea Wirbelwind will in die Schule – unbedingt!. Herder Verlag, 2008. ISBN 978-3-451-70828-2
- Lea Wirbelwind – Kindergartenalbum. Herder Verlag, 2008. ISBN 978-3-451-70831-2
- Lea Wirbelwind träumt sich davon: Hängematten-Geschichten. Herder Verlag, 2009. ISBN 978-3-451-70942-5
- Ein Tag mit Lea Wirbelwind: Puzzlespaß ab 3. Herder Verlag, 2009. ISBN 978-3-451-70922-7
- Lea Wirbelwind will aber unbedingt!: Ein Bilderbuch vom Trotzigsein. Kerle Verlag, 2010. ISBN 978-3-451-70989-0
- Lea Wirbelwind und der Wackelzahn. Carlsen Verlag, 2010. ISBN 978-3-551-04530-0
- Das große Buch von Lea Wirbelwind. Carlsen Verlag, 2011. ISBN 978-3-551-35998-8
- Lea Wirbelwind und ihre Freunde. Carlsen Verlag, 2012. ISBN 978-3-551-31024-8

Weitere Bilderbücher
- Karin Gündisch: Ein Brüderchen für Lili. Kerle Verlag, 2000. ISBN 978-3-451-70284-6
- Jana Frey: Liebes kleines Brudermonster. Loewe Verlag, 2002. ISBN 3-7855-4163-5
- Barbara Cratzius: Tanze, liebe Schneeflocke!. Loewe Verlag, 2002. ISBN 978-3-7855-4298-9
- Frauke Nahrgang: Julia traut sich – ein bisschen: eine Vorlesegeschichte über Schüchternheit. Ravensburger Buchverlag, 2003. ISBN 3-473-33088-4
- Katja Reider: Pünktchen ist kein bisschen müde. Coppenrath Verlag, 2004. ISBN 978-3-8157-2847-5
- Manfred Mai: Meine ersten Minutengeschichten zur Weihnachtszeit. Ravensburger Buchverlag, 2007. ISBN 978-3-473-31403-4.
- Gaby Scholz: Engel Elias wünscht sich was!. Coppenrath Verlag, 2007. ISBN 978-3-8157-4218-1.
- Sarah Herzhoff: Ein Morgen mit Papa. arsEdition, 2009. ISBN 978-3-7607-3645-7.
- Franziska van Almsick: Paul Plantschnase im Schwimmkurs. Kerle Verlag, 2010. ISBN 978-3-451-70621-9.
- Betina Gotzen-Beek: Winterspaß und Weihnachtszauber: Vorlesegeschichten und Gedichte für die schönste Zeit des Jahres. Coppenrath Verlag, 2011. ISBN 978-3-649-60331-3.
- Andrea Schomburg: Der halbste Held der ganzen Welt. Fischer Sauerländer, Frankfurt am Main 2017, ISBN 978-3-7373-5359-5.

### Erstlesebücher
- Christian Bieniek/Marlene Jablonski: Der Lesebär: Schulhofgeschichten. Arena Verlag, 2006. ISBN 978-3-401-08918-8
- Maja von Vogel: Lesetiger. Eisbärengeschichten. Loewe Verlag, 2006. ISBN 978-3-7855-4462-4
- Maja von Vogel: Lesespatz. Zauberhafte Elfenfreundin. Loewe Verlag, 2006. ISBN 978-3-7855-5731-0
- Sabine Neuffer: Sonne, Mond und Sterne: Lukas und Felix werden Freunde. Oetinger Verlag, 2010. ISBN 978-3-7891-1193-8
- Patricia Schröder: Erst ich ein Stück, dann du – Leo und das Mutmach-Training (Band 3). cbj Verlag, 2010. ISBN 978-3-570-13310-1
- Usch Luhn: Leserabe: Pimpinella Meerprinzessin und das Seepferdchen-Turnier. Ravensburger Buchverlag, 2011. ISBN 978-3-473-36238-7
- Katja Reider: Leserabe: Nixengeschichten. Ravensburger Buchverlag, 2011. ISBN 978-3-473-36254-7
- Annette Moser: Leselöwen: Adventsgeschichten. Loewe Verlag, 2011. ISBN 978-3-7855-7248-1

### Kinder- und Jugendbücher
- Rolf Zuckowski: Schau mal, hör mal, mach mal mit! Geschichten, Lieder und Spiele für deine Verkehrssicherheit. Coppenrath Verlag, 2003. ISBN 978-3-8157-2461-3
- Frances H. Burnett: Der kleine Lord. Coppenrath Verlag, 2012. ISBN 978-3-8157-7110-5

### Reihen
No Jungs! Zutritt nur für Hexen von Thomas C. Brezina
- Zwei allerbeste Feindinnen! (Band 1). Schneiderbuch, 2001. ISBN 978-3-505-11604-9
- Wie man Brüder in Frösche verwandelt (Band 2). Schneiderbuch, 2001. ISBN 978-3-505-11605-6
- Der verflixte Liebeszauber (Band 3). Schneiderbuch, 2001. ISBN 978-3-505-11608-7
- Lehrer verhexen? Kein Problem! (Band 4). Schneiderbuch, 2002. ISBN 978-3-505-11736-7
- Mehr Pep für Mam! (Band 5). Schneiderbuch, 2002. ISBN 978-3-505-11776-3
- Unsere total normal verrückte Familie (Band 6). Schneiderbuch, 2002. ISBN 978-3-505-11777-0
- Hexen auf der Schulbank (Band 7). Schneiderbuch, 2003. ISBN 978-3-505-11778-7
- Jetzt gibt's Saures (Band 8). Schneiderbuch, 2003. ISBN 978-3-505-11926-2
- Verhexte Ferien (Band 9). Schneiderbuch, 2003. ISBN 978-3-505-11959-0
- He Paps, ich brauch mehr Taschengeld! (Band 10). Schneiderbuch, 2004. ISBN 978-3-505-12033-6
- Die Austauschhexe (Band 11). Schneiderbuch, 2004. ISBN 978-3-505-12064-0
- Ein Hund muss her! (Band 12). Schneiderbuch, 2005. ISBN 978-3-505-12119-7
- Hexe hoch zu Ross (Band 13). Schneiderbuch, 2005. ISBN 978-3-505-12201-9
- Hexengeheimnisse. Schneiderbuch, 2005. ISBN 978-3-505-12207-1
- Schwesterherz, du spinnst! (Band 14). Schneiderbuch, 2006. ISBN 978-3-505-12237-8
- Die Wilde-Weiber-Wahnsinns-Party (Band 15). Schneiderbuch, 2006. ISBN 978-3-505-12284-2
- Der Peinliche-Eltern-Weghex-Zauberspruch (Band 16). Schneiderbuch, 2007. ISBN 978-3-505-12375-7
- Wie hext man einen Superjungen? (Band 17). Schneiderbuch, 2007. ISBN 978-3-505-12416-7
- Küssekeks und Spaßspaghetti. Schneiderbuch, 2008. ISBN 978-3-505-12396-2
- Die Kicher-Chaos-Klassenfahrt (Band 18). Schneiderbuch, 2008. ISBN 978-3-505-12488-4
- Palmenbaum im Zuckerschnee. Schneiderbuch, 2009. ISBN 978-3-505-12452-5
- Der große Zickenzauber (Band 19). Schneiderbuch, 2009. ISBN 978-3-505-12587-4
- Ups, ein Hexenbaby! (Band 20). Schneiderbuch, 2010. ISBN 978-3-505-12723-6
- Wer wird Schönheitskönigin? (Band 21). Schneiderbuch, 2011. ISBN 978-3-505-12726-7
- Sommer, Sonne, Hexenferien. Schneiderbuch, 2011. ISBN 978-3-505-12868-4

No Jungs! Kicherhexen-Club von Thomas C. Brezina
- 1, 2, 3, es beginnt die Hexerei! (Band 1). Schneiderbuch, 2010. ISBN 978-3-505-12721-2
- Hilfe, Hexenbesen im Klassenzimmer! (Band 2). Schneiderbuch, 2010. ISBN 978-3-505-12722-9
- Hallo, süßer Hexenhund! (Band 3). Schneiderbuch, 2011. ISBN 978-3-505-12841-7
- Hexentorte zum Geburtstag (Band 4). Schneiderbuch, 2011. ISBN 978-3-505-12854-7

Die Teufelskicker von Frauke Nahrgang
- Die Teufelskicker – Moritz macht das Spiel (Band 1). cbj Verlag, 2005. ISBN 978-3-570-13000-1
- Die Teufelskicker – Eine knallharte Saison (Band 2). cbj Verlag, 2005. ISBN 978-3-570-13001-8
- Die Teufelskicker – Holt euch den Cup! (Band 3). cbj Verlag, 2006. ISBN 978-3-570-13002-5
- Die Teufelskicker – Stürmer gesucht (Band 4). cbj Verlag, 2006. ISBN 978-3-570-13003-2
- Die Teufelskicker – Torschuss mit Folgen (Band 5). cbj Verlag, 2006. ISBN 978-3-570-13004-9
- Die Teufelskicker – Ein unheimlich starker Gegner (Band 6). cbj Verlag, 2006. ISBN 978-3-570-13005-6
- Die Teufelskicker – Talent gesichtet (Band 7). cbj Verlag, 2007. ISBN 978-3-570-13006-3
- Die Teufelskicker – Pokal in Gefahr (Band 8). cbj Verlag, 2007. ISBN 978-3-570-13007-0
- Die Teufelskicker – Sieg um jeden Preis (Band 9). cbj Verlag, 2008. ISBN 978-3-570-13008-7
- Die Teufelskicker – Falsches Spiel im Turnier (Band 10). cbj Verlag, 2008. ISBN 978-3-570-13009-4
- Die Teufelskicker – Verpasste Chance (Band 11). cbj Verlag, 2009. ISBN 978-3-570-13647-8
- Die Teufelskicker – Moritz startet durch (Band 12). cbj Verlag, 2010. ISBN 978-3-570-13700-0

Kleeberg von Annette Langen
- Kükenalarm in Kleeberg. Coppenrath Verlag, 2006. ISBN 978-3-8157-3734-7
- Wilde Wetten in Kleeberg. Coppenrath Verlag, 2006. ISBN 978-3-8157-3735-4
- Hitzefrei in Kleeberg. Coppenrath Verlag, 2007. ISBN 978-3-8157-4093-4
- Liebesviren in Kleeberg. Coppenrath Verlag, 2008. ISBN 978-3-8157-4094-1

Die Elfenballerina von Amelie Benn
- Die Elfenballerina tanzt mit den Sternen. Loewe Verlag, 2010. ISBN 978-3-7855-6882-8
- Die Elfenballerina rettet den Blütenzauber. Loewe Verlag, 2010. ISBN 978-3-7855-6975-7
- Die Elfenballerina und der magische Sonnentanz. Loewe Verlag, 2011. ISBN 978-3-7855-6729-6

Reiterhof Rosenburg von Elisabeth Zöller und Brigitte Kolloch
- Reiterhof Rosenburg 01 – Antonia, die mit den Pferden flüstert. Coppenrath Verlag, 2011. ISBN 978-3-8157-5112-1
- Reiterhof Rosenburg 02 – Antonias großes Turnier. Coppenrath Verlag, 2011. ISBN 978-3-8157-5119-0
- Antonia und das süßeste Fohlen der Welt. Coppenrath Verlag, 2011. ISBN 978-3-8157-5134-3

## Auszeichnungen
- 2006: 1. Kinderbuchpreis der deutschen Landwirtschaft für das Buch Lea Wirbelwind auf dem Bauernhof von Christine Merz.